# الإسلام في السعودية
يعتبر الإسلام هو دين الدولة في المملكة العربية السعودية. العلاقة بين الإسلام والمملكة العربية السعودية (أو على الأقل منطقة الحجاز الغربية في البلاد) قوية بشكل فريد. والمملكة، التي تسمى أحيانًا «بيت الإسلام»، هي موقع مدينتي مكة والمدينة، حيث عاش محمد، رسول العقيدة الإسلامية، ومات، وجذب ملايين الحجاج المسلمين سنويًا، والآلاف من رجال الدين والطلاب الذين يأتون من جميع أنحاء العالم الإسلامي للدراسة. العنوان الرسمي لملك المملكة العربية السعودية هو «خادم الحرمين الشريفين» - وهما المسجد الحرام في مكة المكرمة والمسجد النبوي في المدينة المنورة - اللذان يعتبران الأقدس في الإسلام.
في القرن الثامن عشر، جلب اتفاق بين الداعية الإسلامي محمد بن عبد الوهاب وأمير محلي، محمد بن سعود، سلالة متشددة شديدة من الإسلام السني أولاً إلى منطقة نجد ثم إلى شبه الجزيرة العربية. يشار إليه من قبل أنصار «السلفية» وغيرهم باسم «الوهابية»، وأصبح هذا التفسير للإسلام دين الدولة وتفسير الإسلام الذي تبناه محمد بن سعود وخلفائه (عائلة آل سعود)، الذين خلقوا في نهاية المطاف المملكة الحديثة للمملكة العربية السعودية في عام 1932. أنفقت الحكومة السعودية عشرات المليارات من الدولارات من عائدات تصدير النفط في جميع أنحاء العالم الإسلامي وفي أماكن أخرى على بناء المساجد، ونشر الكتب، وتقديم المنح الدراسية والزمالات، واستضافة المنظمات الإسلامية الدولية، وتعزيز النموذج للإسلام، يشار إليها أحيانًا باسم «بيترو-الإسلام».
سواء كان السلفيون/الوهابيون يمثلون الغالبية في المملكة العربية السعودية، فإن أحد التقديرات يقدر عددهم بنسبة 22.9% فقط من السكان الأصليين (يتركزون في نجد). كانت المهمة الوهابية هي المهيمنة في نجد منذ مائتي عام، ولكن في معظم أنحاء البلاد الأخرى الحجاز، المنطقة الشرقية، نجران - سيطرت عليها فقط منذ عام 1913-1925. معظم المواطنين السعوديين بين 15 و 20 مليون نسمة هم من المسلمين السنة، في حين أن المناطق الشرقية يسكنها في الغالب اثني عشر شيعياً، وهناك الزيدي الشيعي في المناطق الجنوبية. وفقًا لعدد من المصادر، فإن أقلية من السعوديين فقط يعتبرون أنفسهم وهابيين، على مصادر أخرى، فإن الانتماء الوهابي يصل إلى 40%، مما يجعلها أقلية مهيمنة للغاية، على الأقل تستخدم السكان الأصليين الذين يبلغ عددهم 17 مليون على «2008-9 تقديرات». بالإضافة إلى ذلك، فإن الانتماء الأكبر التالي هو مع السلفية، التي تشمل جميع المبادئ المركزية للوهابية، مع عدد من المبادئ الإضافية المقبولة الثانوية التي تميز الاثنين.[بحاجة لمصدر]
التبشير من قبل غير المسلمين في المملكة العربية السعودية، بما في ذلك توزيع المواد الدينية غير المسلمة (مثل الكتاب المقدس)، غير قانوني.

## التاريخ
وُلد النبي الإسلامي، محمد، في مكة المكرمة في حوالي عام 571. من أوائل القرن السابع عشر، وحد محمد القبائل المختلفة لشبه الجزيرة وأنشأ نظامًا دينيًا إسلاميًا واحدًا. بعد وفاته في عام 632، وسع أتباعه بسرعة المنطقة الخاضعة للحكم الإسلامي وراء الجزيرة العربية، وقهروا مساحات شاسعة من الأرض. على الرغم من أن الجزيرة العربية سرعان ما أصبحت منطقة هامشية من الناحية السياسية حيث تحول التركيز إلى الأراضي الفتح الأكثر تطوراً، ظلت مكة والمدينة أهم الأماكن روحياً في العالم الإسلامي. يتطلب القرآن من كل مسلم قوي الجسد يستطيع تحمله، كواحد من أركان الإسلام الخمسة، القيام بالحج، إلى مكة خلال شهر ذي الحجة الإسلامي على الأقل مرة واحدة في حياته.
من القرن التاسع، تطور عدد من الطوائف الشيعية خاصة في الجزء الشرقي من الجزيرة العربية. ومن بين هؤلاء القرامطة، وهي طائفة إسماعيلية تعود إلى الألف عام بقيادة أبو طاهر الجنابي الذي هاجم وطرد مكة في عام 930.

### آل سعود وابن عبد الوهاب
في عام 1744، في منطقة نجد الصحراوية، انضم محمد بن سعود، مؤسس أسرة آل سعود، إلى الزعيم الديني محمد بن عبد الوهاب. كان محمد بن عبد الوهاب مؤسس الحركة الوهابية، وهو شكل متشدد من الإسلام السني. قدم هذا التحالف الذي تم تشكيله في القرن الثامن عشر الزخم الأيديولوجي للتوسع السعودي ويظل أساس حكم الأسرة السعودية. أول «دولة سعودية» تأسست في عام 1744 في المنطقة المحيطة بالرياض، توسعت بسرعة وتسيطر لفترة وجيزة على معظم أراضي المملكة العربية السعودية الحالية، ولكن تم تدميرها بحلول عام 1818 من قبل نائب الملك العثماني في مصر، محمد علي باشا. في عام 1824، تم إنشاء «دولة سعودية» ثانية أصغر بكثير، وتقع بشكل رئيسي في نجد، في عام 1824، ولكن بحلول عام 1891 تم طرد حكام آل سعود إلى المنفى في الكويت.
في بداية القرن العشرين، جرت محاولة ثالثة لغزو هذه الأراضي من قبل آل سعود آخر، عبد العزيز بن سعود. حصل على دعم الإخوان، وهو جيش قبلي مستوحى من الوهابية وبقيادة سلطان بن بجاد وفيصل الدويش، الذي نما بسرعة بعد تأسيسه في عام 1912. وبمساعدة الإخوان، استولى ابن سعود على الأحساء من الإمبروطورية العثمانية في عام 1913.
هزم ابن سعود عائلة حاكمة متنافسة وحصل على لقب سلطان نجد في عام 1921. وبحلول ذلك الوقت كان العثمانيون قد هُزموا في الحرب العالمية الأولى، ولم يعد السيادة العثمانية والسيطرة على الجزيرة العربية أكثر من ذلك. بمساعدة الإخوان، تم فتح الحجاز في 1924-1925. ولكن بعد هذا النصر تصادم الإخوان مع ابن سعود. عارض غاراتهم على المحميات البريطانية في شرق الأردن والعراق والكويت، لتوسيع نطاق العالم الوهابي، وعارضوا سياساته المتمثلة في السماح ببعض التحديث وبعض الأجانب غير المسلمين في البلاد. هزم الإخوان وأعدم قادتهم في عام 1930 بعد صراع دام عامين. في عام 1932 توحدت الحجاز ونجد كمملكتا العربية السعودية.

### عصر صادرات النفط
تم اكتشاف النفط في منطقة الخليج العربي في المملكة العربية السعودية في عام 1938، وفي النهاية كشفت آبار النفط عن أكبر مصدر للنفط الخام في العالم. بالنسبة للملك، أصبحت عائدات النفط مصدرا حيويا للثروة لأنه لم يعد مضطرًأ إلى الاعتماد على الإيصالات من الحج إلى مكة. هذا الاكتشاف سيغير العلاقات السياسية في الشرق الأوسط إلى الأبد.
خلال الستينيات والسبعينيات، سمحت السلطات الدينية ببعض الممارسات التي كانت محظورة في السابق. بناءً على طلب من الحكومة وبعد نقاش نشط، سمحت السلطات الدينية باستخدام النقود الورقية في عام 1951، وألغت العبودية في عام 1962، وسمحت بتعليم الإناث في عام 1964، واستخدام التلفزيون في عام 1965.
بحلول سبعينيات القرن العشرين، نتيجة لسياسات الثروة النفطية وتحديث الحكومة، تقدمت التنمية الاقتصادية والاجتماعية بمعدل سريع للغاية، مما أدى إلى تغيير البنية التحتية والنظام التعليمي في المملكة؛ في السياسة الخارجية، تم تطوير العلاقات الوثيقة مع الولايات المتحدة.
بحلول عام 1976، أصبحت المملكة العربية السعودية أكبر منتج للنفط في العالم. كانت قوة العلماء في الانخفاض.
ومع ذلك، في الثمانينيات والتسعينيات، انعكس هذا الاتجاه. في عام 1979، تم الإطاحة بملك إيران الجديد، على الرغم من عائداته النفطية وجهازه الأمني الهائل، بسبب الثورة الإسلامية. كانت الجمهورية الإسلامية الثورية الجديدة عبر الخليج العربي من حقول النفط السعودية وعبر المكان الذي يعيش فيه معظم الأقلية الشيعية في المملكة العربية السعودية - المتدينين في إيران الذين عملوا أيضًا في صناعة النفط. كانت هناك العديد من الانتفاضات المناهضة للحكومة في المنطقة في عامي 1979 و 1980.
رداً على ذلك، فرضت العائلة المالكة احتفالات أكثر صرامة للمعايير الدينية والاجتماعية التقليدية في البلاد وأعطت للعلماء دورًا أكبر في الحكومة. تم حظر الصور الأولى للنساء في الصحف، ثم النساء على شاشات التلفزيون. تم إغلاق دور السينما ومحلات الموسيقى. تم تغيير المناهج الدراسية لتوفير المزيد من ساعات الدراسة الدينية، مما يلغي الفصول الدراسية في مواضيع مثل التاريخ غير الإسلامي. تم تمديد الفصل بين الجنسين «إلى مقهى متواضع». أصبحت الشرطة الدينية أكثر حزما.

## الموقف الحالى

### دور في الدولة والمجتمع

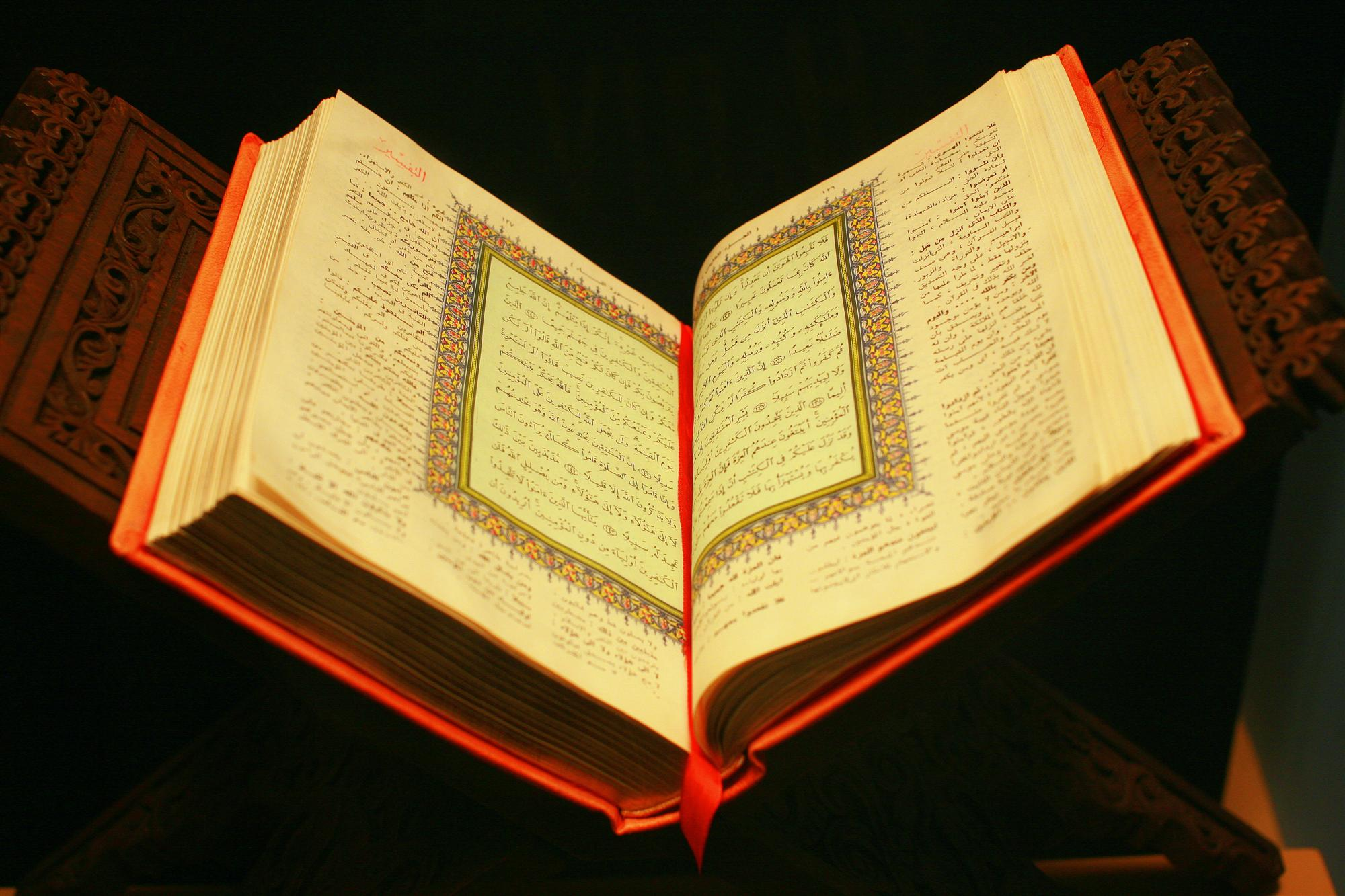
القرآن ، الذي أعلنه القانون الأساسي للبلاد هو الدستور السعودي

دوراً محورياً في المجتمع السعودي. لقد قيل أن الإسلام أكثر من مجرد دين، إنه أسلوب حياة في المملكة العربية السعودية، ونتيجة لذلك، فإن تأثير العلماء، المؤسسة الدينية، منتشر على نطاق واسع. تنص المادة الأولى من «القانون الأساسي للحكم» السعودي لعام 1992.
المملكة العربية السعودية دولة إسلامية عربية ذات سيادة. دينها هو الإسلام. دستورها هو كتاب الله تعالى، القرآن الكريم، والسنة النبوية. اللغة العربية هي لغة المملكة.

## الإسلام والسياسة

### الشرعية الإسلامية
المؤسسة الدينية في المملكة العربية السعودية، بقيادة آل الشيخ، والتي تؤثر على كل جانب تقريبا من جوانب الحياة الاجتماعية، تشارك بعمق في السياسة. منذ فترة طويلة تم تقسيمها إلى مجموعتين متميزتين على الأقل، حيث يرتبط كبار العلماء ارتباطًا وثيقًا بالأجندة السياسية لبيت آل سعود. لقد انتقد جيل أصغر من العلماء، الذين كانوا أقل رسوخًا وأشد تطرفًا في لهجتهم، علنًا كبار العلماء والحكومة في الماضي.
تعمقت الكسور بين الحكومة وهذا الجيل الشاب في مايو 2003، عندما أطلقت الرياض أو علقت الآلاف منهم. كان من المقرر «إعادة تعلّم» الكثيرين، بينما طُرد آخرون ببساطة من المؤسسة الدينية. لم تفعل هذه الخطوة الكثير لتخويف الحكومة إلى كادر من رجال الدين المحبطين بالفعل والمتدينين.
لقد تم التشكيك في الشرعية الإسلامية للدولة السعودية الحديثة من قبل العديد من الجماعات الإسلامية المتطرفة والأفراد بما في ذلك القاعدة.دافع المفتي العام للمملكة العربية السعودية، الشيخ عبد العزيز بن عبد الله آل الشيخ، عن شرعية المؤسسة الدينية في منتدى عام، في الوقت الذي استجاب فيه لانتقادات متزايدة للتحالف السياسي الوثيق بين القيادة الدينية وبيت آل سعود الحاكم. خلال جلسة أسئلة وأجوبة مع أفراد من الجمهور ووسائل الإعلام، نفى عبد العزيز آل الشيخ أن تكون الحكومة قد أثرت في الفتاوى (الأحكام الدينية) وقال إن الاتهامات بعكس ذلك في وسائل الإعلام كانت كاذبة:
يشير كل من النقد والرد العام عليه إلى مستوى معارضة متزايد، ليس فقط داخل المؤسسة الدينية للمملكة، ولكن أيضًا بين الجمهور. من المهم أن يتم طرح السؤال والإجابة عليه في منتدى عام، ثم إعادة طباعته في وسائل الإعلام - بما في ذلك الصحف باللغتين العربية والإنجليزية. ستنشأ أسئلة مماثلة حول الشرعية في الأشهر المقبلة، مع تحول القيادات الدينية والسياسية والعسكرية للمملكة إلى نقطة محورية للنقد الشديد. إن إجابة آل الشيخ على سؤال حول تأثير الحكومة على الفتاوى بشكل علني هو مؤشر واضح على أن لدى الجمهور مخاوف متزايدة بشأن شرعية الزعماء الدينيين. أيضا، إن البيانات أعيد طبعها في إشارات الصحافة أن الحكومة السعودية - التي تتمتع بنفوذ هائل على الصحافة المحلية - تتحرك للرد على تهم النفوذ غير المبرر والفساد والشرعية.

## وصلات خارجية
- Islam in Saudi Arabia in Oxford Islamic Studies Online
- The Ideology of Terrorism and Violence in Saudi Arabia: Origins, Reasons and Solution
- Saudi Rehab in Practice
- Datarabia: Islamic Community Directory